# Capácuaro
Capácuaro är en ort i Mexiko.   Den ligger i kommunen Uruapan och delstaten Michoacán de Ocampo, i den södra delen av landet, 300 km väster om huvudstaden Mexico City. Capácuaro ligger 2 262 meter över havet och antalet invånare är 7 283.
Terrängen runt Capácuaro är kuperad. Runt Capácuaro är det tätbefolkat, med 286 invånare per kvadratkilometer. Närmaste större samhälle är Uruapan, 15,1 km söder om Capácuaro. I omgivningarna runt Capácuaro växer huvudsakligen savannskog.